# Jardín América
Jardín América est une ville d'Argentine située dans le département de San Ignacio de la province de Misiones.
La ville est située sur la route nationale 12, à plus ou moins 10 km du río Paraná et à 100 km de Posadas, capitale de la province.

## Population
La ville comptait 21 189 habitants en 2001 (50 000 hab. Estimer. Le recensement de la population se fera en octobre 2020), ce qui représentait une hausse de 39,7 % par rapport à 1991.

## Économie
La principale activité du municipe est l'agriculture : 
- Yerba maté, thé, ananas et papayes.
- Exploitations forestières et usine de pâte cellulosique à Puerto Mineral.

## Tourisme
- Saltos del Tabay, cascade sur l'arroyo Tabay, à 4 km de la ville, avec excellente infrastructure.
- Festival du Touriste.
- Plage sur l'arroyo Tabay.